# Burg Hunolstein

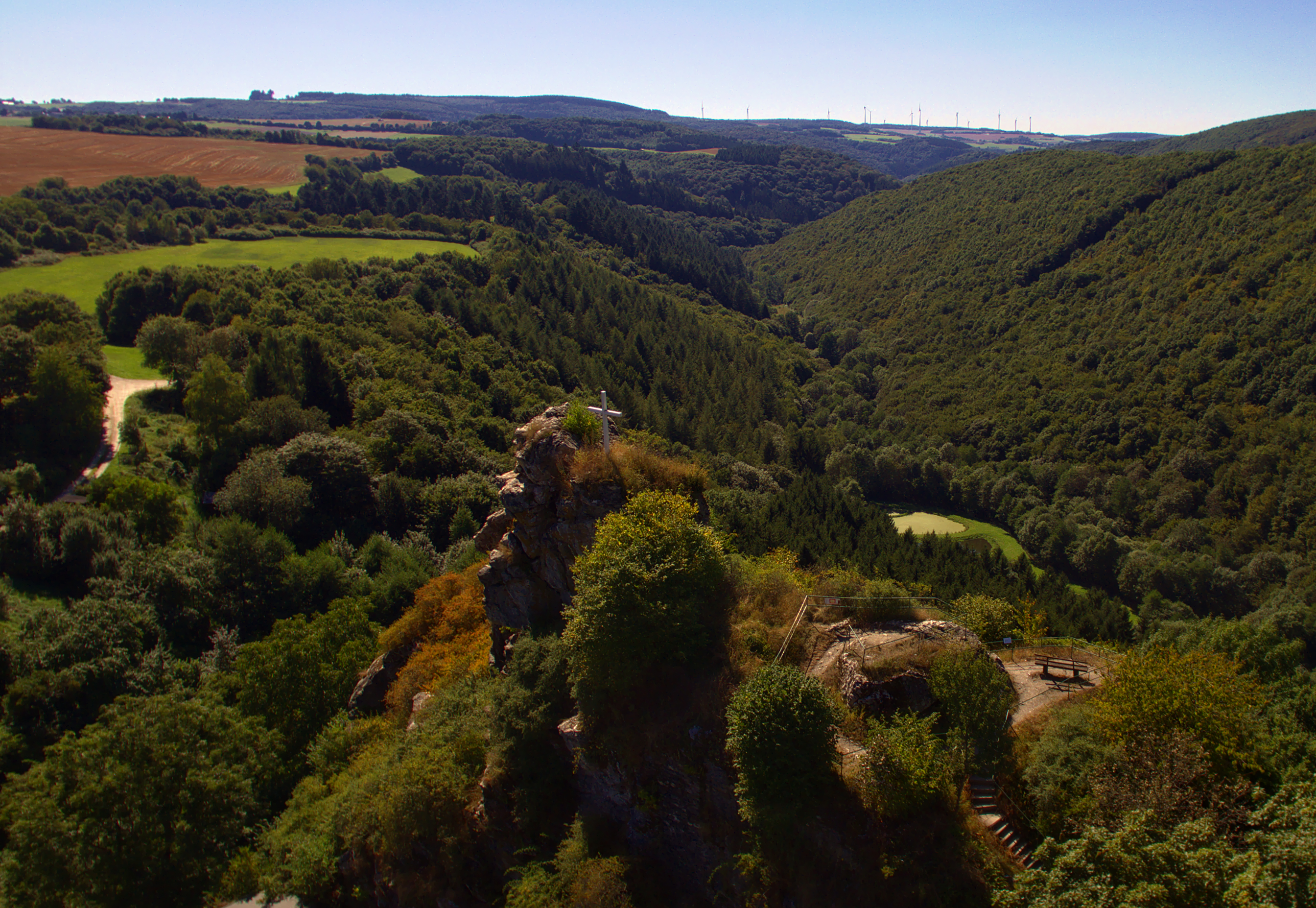
Quarzitfelsen der Burgruine Hunolstein und das Tal der Großen Dhron

Die Burg Hunolstein ist die Ruine einer Höhenburg auf 395 m ü. NN im Ortsbezirk Hunolstein der Gemeinde Morbach im Hunsrück.
Es handelt sich um den ehemaligen Sitz der Vögte von Hunolstein und der Sage nach um den Sitz des Nibelungen Hunold.
Die Burg stammt aus dem 12. Jahrhundert. Sie wurde 1522 durch Franz von Sickingen erobert und während des Dreißigjährigen Krieges so stark beschädigt, dass sie ab 1637 aufgegeben werden musste.
Ein runder Eckturm und Reste der Umfassungsmauern sind erhalten. Die Anlage hat eine Länge von etwa 40 Metern und ist umgeben von einer 1,30 Meter dicken Ringmauer, die an der Südseite noch eine Höhe von bis zu acht Metern hat.
Auf einem Quarzitfelsen stand früher der Bergfried, von dem noch ein etwa drei Meter hoher quadratischer Mauerrest erhalten ist. Von dort bietet sich ein Ausblick nach Westen in das Tal der Dhron oder nach Norden zum Haardtkopf (658 m) bei Gornhausen.

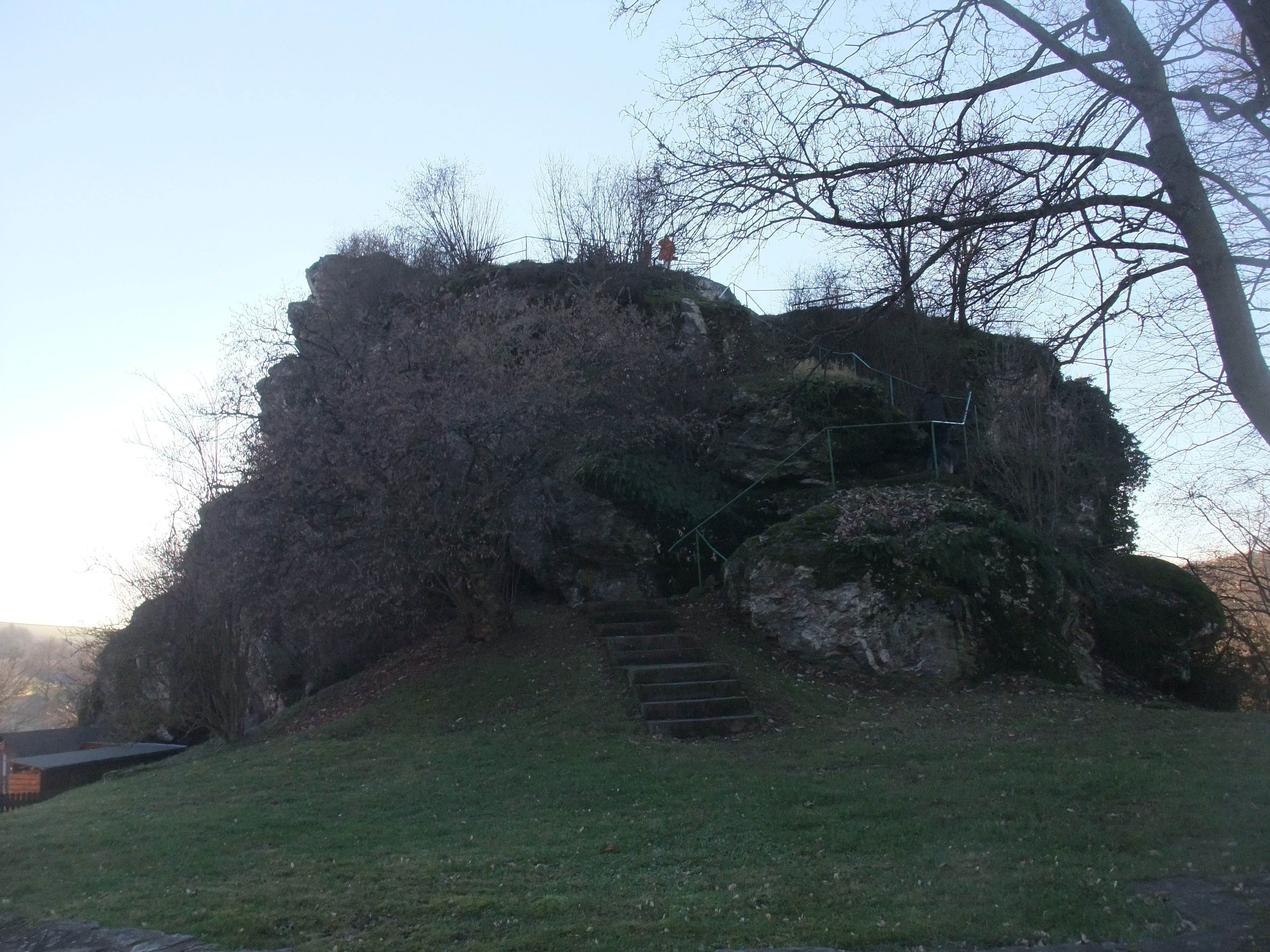
Burg Hunolstein
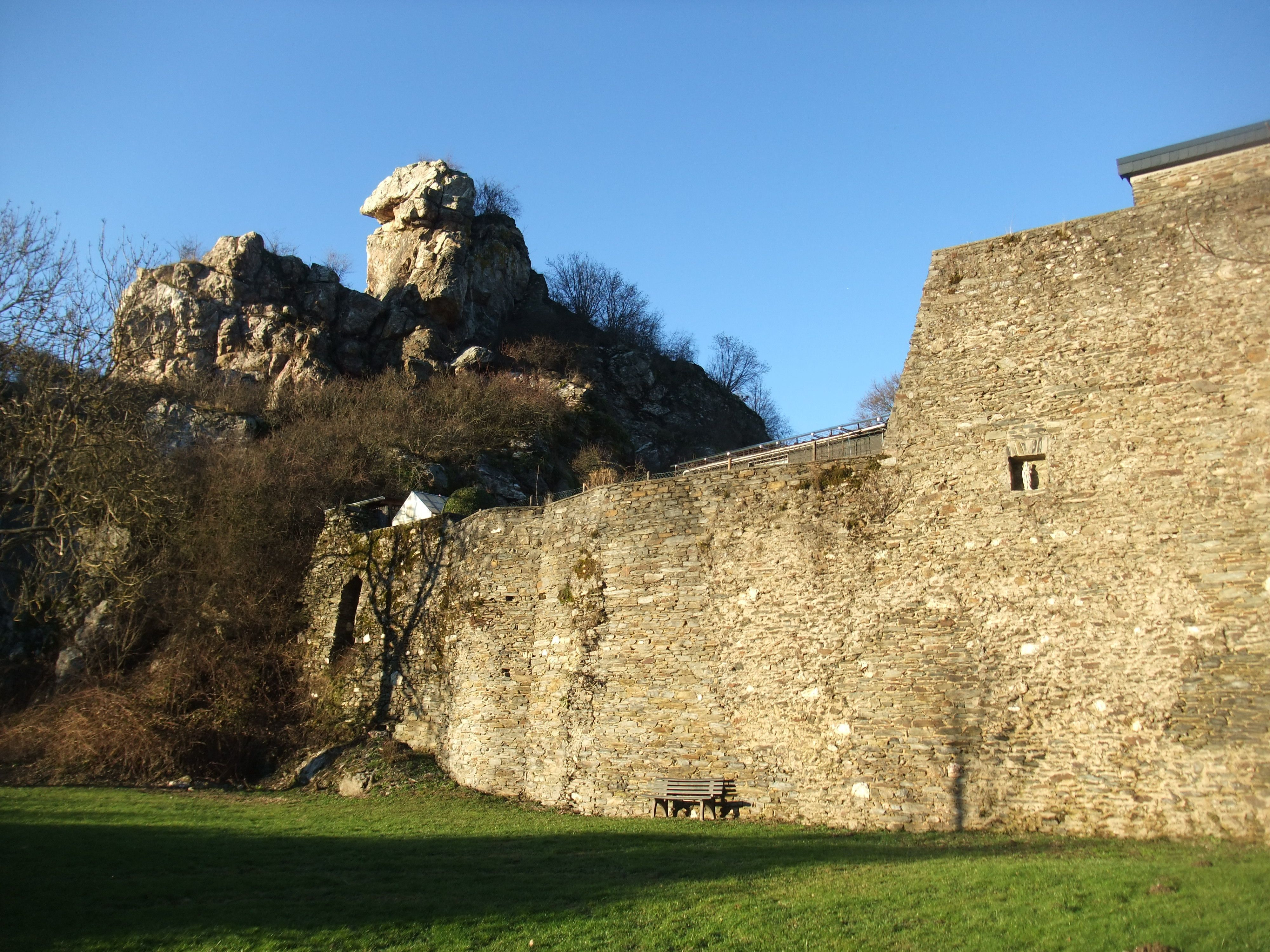
Burg Hunolstein